# Synagoga w Ratyzbonie
Synagoga w Ratyzbonie – nieistniejąca synagoga  w Ratyzbonie w Niemczech przy dzisiejszej Brixener Hof, dawniej  Schäffnerstraße.
Synagoga została zbudowana w 1912 roku, na miejscu starej synagogi. Była jedną z dziewięciu europejskich synagog zbudowanych na planie okręgu. Podczas nocy kryształowej z 9 na 10 listopada 1938 roku, bojówki hitlerowskie spaliły synagogę. Po zakończeniu II wojny światowej nie została odbudowana.
W 2005 roku na fundamentach synagogi odsłonięto pomnik upamiętniający jej istnienie. Jego autorem jest izraelski rzeźbiarz Dani Karawan.